# Trachitol
Trachitol is een zuigtablet dat als zelfzorgmedicijn gebruikt wordt bij beginnende keelpijn. Als werkzame stoffen bevat trachitol per tablet:
- 1 mg lidocaïnehydrochloride voor lokale verdoving
- 1 mg kaliumaluminiumsulfaat (aluin) voor adstringentie (doet mondslijmvlies samentrekken)
- 1,8 mg propyl-4-hydroxybenzoaat voor desinfectie

Als hulpstoffen worden magnesiumstearaat, paraffine (vulstoffen), pepermuntolie (smaakstof) en sorbitol (zoetstof) gebruikt.